# Alphonse-lavallée (cépage)
Pour les articles homonymes, voir Lavallée.
L'alphonse-lavallée N est un cépage noir français de raisin de table.

## Origine

### Histoire
On ne sait peu de chose sur son origine. Il est probablement issu d'un semis. Il a été multiplié par un pépiniériste viticole vers Orléans et nommé en l'honneur de Pierre Alphonse Martin Lavallée, président de la société nationale d'horticulture, fils d'Alphonse Lavallée, le fondateur de l'Ecole Centrale Paris, aujourd'hui CentraleSupélec.

### Répartition géographique
En France, sa culture a connu un maximum à la fin des années 1970 avec 5255 ha, mais la concurrence d'autres cépages plus à la mode a fait chuter les surfaces à 2800 ha en 1994.
En Europe, il est présent en Italie sur 1000 ha, au Portugal sur 800 ha ou en Roumanie sur 300 ha. En Amérique, on le rencontre aux États-Unis pour 2700 ha en Californie, au Chili pour 3480 ha ou en Argentine pour 900 ha. En Afrique, il est présent de l'Afrique du sud (850 ha) au Maroc. (380 ha) En Asie, il est cité en Israël (600 ha) et en Turquie.
À Bali, c'est l'un des trois cépages de l'île qui est utilisé pour produire les vins de Hatten, rosé et rouge.

## Caractéristiques ampélographiques
- Extrémité du jeune rameau cotonneuse à dentelure rouge-marron.
- Jeunes feuilles de couleur jaune à plage bronzée.
- Feuilles adultes grandes, orbiculaires ou cunéiformes, à 5 lobes, sinus pétiolaire en U peu ouvert ou à bords chevauchants, sinus latéraux peu profonds, des dents longues à bords convexes ou rectilignes, un limbe involuté et bullé.
- Grappes grosses et baies très grosses, rondes à sommet souvent aplati.

## Aptitudes

### Culturales
Vigoureux et productif, l'alphonse-lavallée N a un port horizontal ou retombant. Il est préférable de le tailler court et de le palisser.

### Sensibilité
Il est assez sensible à l'oïdium et à l'excoriose. Il est peu sensible à la pourriture grise car les grappes sont lâches, sauf si éclatement des baies à cause d'un orage avant récolte.

### Technologiques
Lorsqu'il est vinifié, il donne des vins légers en arômes et couleur, moyennement alcoolisé et peu acide.
En raisin de table, ses baies sont d'un beau bleu profond recouvert de pruine. Le jus est relativement neutre et la pellicule est un peu épaisse, voire un peu herbacée.

### Variabilité génétique
Six clones ont été agréés en France ; seul le premier est réellement multiplié. 